# Ministère du Travail, de l'Emploi et de la Politique sociale
Le ministère du Travail, de l'Emploi, des Anciens combattants et des Affaires sociales (en serbe cyrillique : Министарство рада, запошљавања, борачке и социјалне политике ; en serbe latin : Ministarstvo rada, zapošljavanja i socijalne politike) est le département ministériel du gouvernement serbe chargé des thématiques du travail, des relations avec les partenaires sociaux et des thématiques sociales, notamment de la politique générale d'action sociale et de la solidarité nationale en Serbie.

## Organisation
Le ministère s'organise autour de plusieurs sections ou départements, parmi lesquels on peut citer :
- le Département du travail ;
- le Département de l'emploi ;
- le Département de l'assurance retraite et invalidité ;
- le Département de la protection familiale et des affaires sociales ;
- le Département de la protection des personnes handicapées ;
- le Département des anciens combattants ;
- l'Inspection du travail ;
- la Direction de sécurité et de la santé du travail ;
- la Direction de l'égalité des sexes ;
- le Département de la coopération internationale et de l'intégration européenne et des projets européens ;
- le Groupe d'audit interne.

## Liste des ministres
| Ministre                     | Photo | Parti                                     | Début de mandat | Fin de mandat   |
| ---------------------------- | ----- | ----------------------------------------- | --------------- | --------------- |
| Slobodan Lalović             |       | Parti social-démocrate (SDP)              | 3 mars 2004     | 15 mai 2007     |
| Rasim Ljajić                 |       | Parti social-démocrate (SDP)              | 15 mai 2007     | 27 juillet 2012 |
| Jovan Krkobabić              |       | Parti des retraités unis de Serbie (PUPS) | 27 juillet 2012 | 22 avril 2014   |
| Zoran Martinović             |       | Parti social-démocrate de Serbie (SDPS)   | 22 avril 2014   | 27 avril 2014   |
| Aleksandar Vulin             |       | Mouvement des socialistes (PS)            | 27 avril 2014   | 29 juin 2017    |
| Zoran Đorđević               |       | Parti progressiste serbe (SNS)            | 29 juin 2017    | 28 octobre 2020 |
| Darija Kisić Tepavčević      |       | Parti progressiste serbe (SNS)            | 28 octobre 2020 | 26 octobre 2022 |
| Nikola Selaković             |       | Parti progressiste serbe (SNS)            | 26 octobre 2022 | 2 mai 2024      |
| Nemanja Starović             |       | Parti progressiste serbe (SNS)            | 2 mai 2024      | 16 avril 2025   |
| Milica Durđević Stamenkovski |       | Parti serbe des gardiens du serment (SSZ) | 16 avril 2025   | en cours        |

## Site officiel
- (sr) Site officiel